# مولنهاگن
مولنهاگن (به آلمانی: Möllenhagen) یک شهر در آلمان است که در مکلنبورگیشه زنپلاته واقع شده‌است. مولنهاگن  ۱٬۸۷۶ نفر جمعیت دارد.